# Горно-алтайские языки
Го́рно-алта́йские (центрально-восточные) языки́ — группа родственных тюркских языков, традиционно именуемых «алтайским языком». Общая численность говорящих, согласно переписи 2002 года — 65 534 человек.
При этом название «горно-алтайские» не является ни формальным, ни общепризнанным в научной литературе, а традиционно эти языки рассматривались как диалекты или группы диалектов алтайского языка, причем, согласно широко распространенной классификации Н. А. Баскакова, принадлежащие к разным подгруппам тюркских языков (южноалтайские диалекты Баскаков объединяет с киргизским в киргизско-кыпчакские языки). О. А. Мудрак в своей классификации (2002) использует термины «алтайский язык» и «алтайские языки и диалекты». В западной литературе, основанной на описании Ларса Йохансона, для обозначения этого таксона обычно используется термин Altay Turkic (алтайские тюркские языки). В издании «СИГТЯ. Пратюркский язык-основа. Картина мира пратюркского этноса по данным языка»  и в книге А. В. Дыбо «Лингвистические контакты ранних тюрков. Лексический фонд» вводится термин «центрально-восточные языки».

## Классификация
Включает:
- алтайский язык, или южноалтайский, — основа литературного языка ~55 500
  - теленгитское наречие
- северноалтайский язык ~10 000 чел.
  - тубаларское наречие — переходное к южноалтайскому
  - челканское наречие (куу)
- кумандинский язык[9][10]
- телеутский язык[11]

Сближающийся с южноалтайскими идиом обнаруживается также в Китае в районе озера Канас (Китайский Алтай), носители которого максимально близки теленгитам.
Ввиду того, что кумандинцы и телеуты в ходе переписей населения 2002 и 2010 года стали учитываться в качестве отдельных от алтайцев народов, проблема типологии их языков как языков или диалектов северо- и южноалтайского склоняется в пользу языкового статуса.

## Происхождение
Традиционно южно- и северно-алтайский языки считались одним языком — алтайским. Однако согласно современным классификациям тюркских языков они являются двумя разными языками. Ситуацию усложняет то, что некоторые из отдельных южных и северных наречий официально признаны отдельными языками малочисленных народов России (кумандинский, телеутский, челканский и тубаларский).
Исторически к горно-алтайским языкам был близок также киргизский язык, однако уже в позднем Средневековье в результате тесных контактов с кыпчакскими языками он утратил многие оригинальные черты и в современном состоянии относится скорее к кыпчакским языкам. Существует также близкородственный киргизскому ферганско-кыпчакский язык. Аналогичное относится к сибирско-татарскому языку, в котором имеются признаки, роднящие не с татарским, а с горно-алтайскими, как южными, так и северными.
Ранее, из-за внешнего сходства, считалось, что южные диалекты относятся к кыпчакско-киргизской подгруппе, а северные — к уйгурской или хакасской группе восточной ветви. При построении более точных схем стало очевидно, что это два разных языка, которые, возможно, образуют отдельную подгруппу в составе хакасско-алтайской группы или самостоятельную языковую группу. При возможности объединения с киргизским горно-алтайская группа называется центрально-восточной. По последним исследованиям, карлукские и кыпчакские языки внутри тюркской семьи ближайше родственны не огузским, как это ранее предполагалось, а хакасским, и центрально-восточные признаются переходными от хакасских к кыпчакским.

## Распространение в России
По данным переписи 2002 года в России 65 534 человек заявило, что владеет алтайским языком. По оценкам, из них лишь около 10 тысяч говорит на наречиях северноалтайского, остальные на южноалтайском.